# 遠い親戚 近くの他人?
『遠い親戚 近くの他人?』（とおいしんせき ちかくのたにん）は、NHK総合テレビジョン「水曜シリーズドラマ」で1999年2月17日から3月17日まで放送されたテレビドラマ。

## キャスト
- 岩下志麻
- 酒井法子
- 原田龍二
- 宍戸錠
- 菅井きん

## スタッフ
- 作 - 西荻弓絵[1]
- 音楽 - 本間勇輔[1]
- 演出 - 柴田岳志[1]、今井洋一[1]

## 主題歌
- 酒井法子「フォトグラフ」[1]

## サブタイトル
1. 伯母さんは英国貴族
2. 特訓!若女将
3. 弁当配達大作戦
4. 幻の献立
5. 最後の勝負